# Bourg-Beaudouin
Bourg-Beaudouin é uma comuna francesa na região administrativa da Normandia, no departamento de Eure. Estende-se por uma área de 5,33 km². Em 2010 a comuna tinha 711 habitantes (densidade: 133,4 hab./km²).